# Mataram Mall
Mataram Mall is het grootste winkelcentrum van Mataram, de hoofdstad van het Indonesische eiland Lombok. Het winkelcentrum, bestaande uit drie verdiepingen, is geopend in 2005.